# 다카세촌 (돗토리현)
다카세촌(高勢村)은 일본 돗토리현에 있던 촌이다. 현재의 도하쿠군 미사사정의 일부에 해당한다.

## 역사
- 1889년 10월 1일 - 정촌제 시행에 의해 가와무라군 다카세촌이 성립하였다.
- 1896년 4월 1일 - 군의 통합에 의해 도하쿠군 다카세촌이 되었다.
- 1907년 10월 1일 - 가모촌, 다케다촌과 합병해 아사히촌을 신설해 폐지되었다.

## 참고 문헌
- 角川日本地名大辞典 31 鳥取県
- 『市町村名変遷辞典』東京堂出版、1990年。